# Sarilamak
Sarilamak is een bestuurslaag in het regentschap Lima Puluh Kota van de provincie West-Sumatra, Indonesië. Sarilamak telt 12.176 inwoners (volkstelling 2019).